# Piper munyanum
Piper munyanum är en pepparväxtart som beskrevs av William Trelease. Piper munyanum ingår i släktet Piper och familjen pepparväxter. Inga underarter finns listade i Catalogue of Life.